# 毛花野丁香
毛花野丁香（学名：Leptodermis velutiniflora）为茜草科野丁香属下的一个变种。

## 扩展阅读
維基物種上的相關：毛花野丁香